# Un Crăciun regal
Un Crăciun regal (titlu original: A Royal Christmas) este un film american de comedie din 2014 regizat de Alex Zamm.

## Distribuție
- Lacey Chabert - Emily Taylor
- Stephen Hagan - Leo James/Prince Leopold
- Jane Seymour - Isadora, Queen of Cordinia
- Katherine Flynn - Natasha, Duchess of Warren
- Simon Dutton - Victor
- Mitchell Mullen - Bud Taylor
- Katrina Nare - Toni
- Diana Dumitrescu - Olivia
- Vlad Ianuș - Will
- Kate Loustau - Galina, Baroness of Newbury
- Ionut Grama - Kent, Baron of Newbury
- Alice O'Mahoney - Poppy
- Annie Gould - Sister Agatha
- Mihai Niculescu - Grand Duke of Canterbury
- Olivia Krevoy - Teenage Girl